# Travail du bois

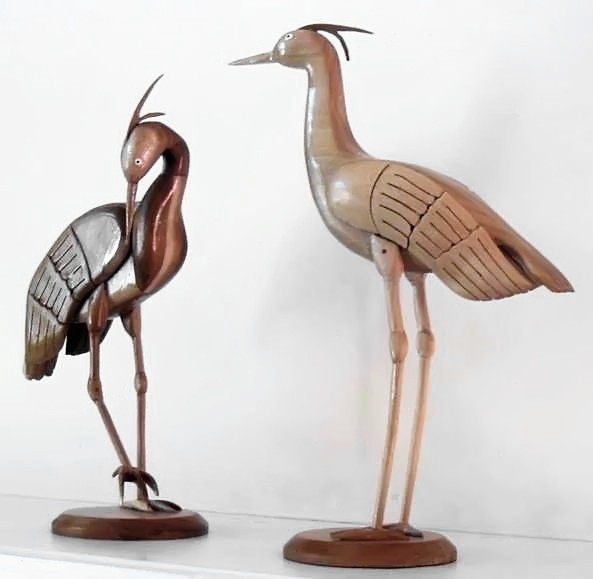
Sculptures sur bois de grues cendrées

Le bois est un matériau naturel, vivant et d'une grande longévité s'il est correctement entretenu. Il en existe de nombreuses essences et de nombreux usages. 
Les hommes de la préhistoire s'en sont toujours servi pour des armes (épieux), pour des outils dont nous n'avons aucune trace et pour alimenter leurs foyers. À la fin du Paléolithique, la présence de pointes de flèche témoigne des arcs mais il faut attendre la sédentarisation, au Néolithique, pour mieux connaître les innombrables outils et ustensiles que les gisements immergés ont conservés. Ces sites sont rares et les techniques de fouilles doivent être particulièrement fines et délicates pour recueillir les objets en bois, toujours très fragiles. Ce fut le cas à Charavines, Isère, où une grande variété de pièces témoigne de l'artisanat du bois par des hommes ingénieux et habiles 

## Les métiers
De nombreux métiers comme les fabricants de carrosse, les charrons ou les sabotiers ont disparu, avec l'apparition de nouveaux matériaux.
Voici une liste des métiers actuels, en relation avec le bois :
- le bûcheron, chargé de l'abattage et de la coupe des arbres en forêt.
- le scieur de long, chargé de débiter les grumes. Rôle souvent rempli par la scierie.
- le charpentier, qui façonne le bois pour fabriquer des charpentes.
- le charpentier de marine, qui façonne des pièces destinées à la construction navale.
- l'ébéniste, fabrique des meubles garnis de placage, parfois galbés, et a quelques connaissances du menuisier en meuble.
- le luthier, qui fabrique des instruments de musique à caisse de résonance (violons, contrebasses, guitares…).
- le menuisier : en bâtiment, qui s'occupe de tous les ouvrages en bois d'un bâtiment (châssis de fenêtre, escaliers, boiseries diverses), ou « classique », qui fabrique des cuisines, des salles de bains, des placards…
- le tonnelier, qui fabrique des barriques et des tonneaux pour la conservation du vin et de certains alcools.
- le tourneur sur bois, qui permet de créer des pièces généralement de révolution.
- le sculpteur sur bois, travaille le bois avec des gouges, crée des ronde-bosses (œuvres), c'est un artiste sculpteur. Celui qui réalise des ornements sur les meubles et boiseries s'appelle le sculpteur ornemaniste, c'est un artisan.

## Techniques
Les gestes de base du travail du bois sont la découpe, le perçage, les finitions (ponçage, traitements), et les assemblages (mécaniques ou chimiques).
Le bois d'œuvre doit d'abord être abattu, puis débité (ébranchage, tronçonnage, écorçage, mise en planches). Les planches brutes sont ensuite séchées puis corroyées de façon à être rendues stables, propres et planes aux dimensions requises; la suite dépendra de l'application donc du corps de métier.
Les bois destinés à être mis en œuvre répondent à certaines conditions (résistance, conservation, protection). Pour des raisons de résistance et de conservation, les arbres sont abattus en automne et en hiver car, lors de ces périodes, l'arbre est « au repos », c'est-à-dire que la sève circule très lentement. Les bois sont dits alors « hors sève » et moins sujets aux fermentations et aux attaques des insectes. Il est aussi recommandé de couper le bois à la lune descendante, au moment où la sève est concentrée dans les racines ; ceci doit augmenter encore l'effet « hors sève ».
Abattus, ils sont ébranchés et sont alors appelés des grumes. La grume est débitée en tronçons, on la distingue en deux ou plusieurs parties : la bille de pied (partie basse) et les surbilles (parties où ont poussé les branches).
Sur la coupe transversale, on peut observer (en allant de l'extérieur à l'intérieur de la grume) :
- L'écorce.
- L'aubier : bois imparfait, inutilisable.
- Le bois parfait : mis en œuvre et trié selon ses propriétés.
- Le cœur : partie à éliminer pour certains travaux.

## Classements des bois
Selon l'usage que l'on veut en faire, les bois sont classés d'après différents critères. Les classements donnés ici sont inspirés des normes architecturales françaises, mais on trouvera beaucoup de similitudes dans les pays voisins.

### Classement catégoriel (selon l'essence)
On distingue :
- les bois du nord (russes ou scandinaves) ;
- les bois tropicaux.

Dans chaque catégorie, on séparera les bois feuillus et les bois résineux.
La densité du bois rentre également dans ce classement :
- les bois très légers : le balsa, le peuplier, le saule, le tilleul, le pin, l'okoumé ;
- les bois légers : l'aulne, le bouleau, le tremble, le cyprès, le sapin, l'acajou ;
- les bois demi-lourds : le charme, le châtaignier, le chêne, l'érable, le frêne, le hêtre, le merisier, le noyer, l'orme, le platane, le poirier, l'iroko, le niangon, le doussié ;
- les bois lourds : le buis, le chêne vert, le cornouiller, le sorbier, l'ipé, l'ébène,le palissandre, le bois de rose le bois de fer.

Cette liste doit être relativisée, car elle dépend de la variété exacte de l'arbre et même de la parcelle sur laquelle il a été abattu.
Densité = Masse volumique du produit (ici le bois)
L'unité de la masse volumique est exprimée selon les applications en kg/dm³ ou t/m³ mais l'unité légale est kg/dm³.
On note ainsi à titre de comparaison les densités du plomb (11,4 kg/dm³), de l'acier (7,8 kg/dm³), du béton armé (2,5 kg/dm³). On considère les bois durs (chêne, doussié) pour une densité comprise entre 0,75 à 0,90 kg/dm³, et normaux (sapin, acajou) quand elle est comprise entre 0,55 à 0,65 kg/dm³. Certains bois (l'ébène, le bois de fer) ont une densité supérieure ou égale à 1.

### Classement d'aspect
Ce classement se fait en fonction des imperfections du bois :
- liées à sa structure (quantité de nœuds, anomalies de croissance) ;
- liées au débit (flaches) ;
- liées au retrait dû au séchage. Les déformations dues au séchage sont différentes suivant la position de la planche dans la bille : lors du séchage, le bois se retire davantage côté écorce (bois plus jeune) que côté cœur (bois parfait). Le séchage donne aussi lieu à des fentes, des gerces. Il y a plusieurs techniques de séchages (étuves, séchage naturel – quasi inexistant –, etc.) ;
- liées à des imperfections ou des altérations (poches de résines, bleuissement, échauffure, pourriture, gélivure, roulure, lunure, blessure).

### Classement mécanique ou structurel
Il s'attache principalement à la résistance du bois, par exemple la capacité de résistance mécanique à la flexion.

#### Propriétés mécaniques
- Compression : axiale (fil du bois vertical). Bonne résistance, mais comme pour tout matériau risque de flambage pour les pièces longues.
- Traction : axiale, résistance très forte ; transversale (fil du bois horizontal), résistance plus faible, selon les essences.
- Flexion : résistance variable selon les essences et la qualité du bois.

Ces données sont surtout valables pour la charpente, la menuiserie et l'ébénisterie.

#### Taux d'humidité
Le taux d'humidité du bois détermine aussi son utilisation :
- Taux d'humidité de 18 à 22 % : constructions exposées à l'humidité.
- Taux d'humidité de 16 à 20 % : constructions en local couvert ouvert (tribunes de sport, hangars...).
- Taux d'humidité de 13 à 17 % : constructions en local couvert clos non chauffé (charpentes).
- Taux d'humidité de 8 à 12 % : constructions en local couvert clos chauffé (menuiserie de bâtiment, meubles).

Détermination du taux d'humidité :
Valeur du taux (H%) = [ Poids à l'état initial - Poids de matières sèches ] / Po * 100
Avec Po : Poids de matières sèches

#### Durabilité
Les feuillus ont généralement une meilleure résistance que les résineux.
On prend aussi en compte la notion de durabilité des bois selon l'usage que l'on veut en faire.

## Outillage
L'électricité a révolutionné les outillages utilisés par les artisans du bois.

### Outils de mesure
L'outil de mesure le plus utilisé par un charpentier est un mètre ruban, par un menuisier un mètre ruban et un réglet (30 à 50 cm), par un ébéniste un réglet et un petit réglet (15 à 20 cm). Ils utilisent aussi le pied à coulisse. Le compas est également très utilisé pour les rapports de cotes. Le trusquin est employé pour tracer des parallèles ou reporter des cotes.

### Scies
- La scie circulaire. Quand elle est portative, elle est composée d'un moteur puissant tournant une lame dentée, elle se porte à la main et permet d'effectuer des découpes assez grossières. Sur table elle permet des coupes rectilignes très précises.
- la scie égoïne (manuelle ou électrique) a un usage universel, depuis la coupe de branche jusqu'à la découpe précise pour faire des montages. C'est la scie classique, dont des variations spécialisées portent un nom différent (scie à émonder, scie sabre, etc.)
- la famille des scie japonaise, qui ont la particularité de travailler en tirant et non en poussant comme la plupart des scies à main occidentales. Il en existe pour toutes les applications (généraliste, a onglets, etc.)
- la scie à ruban, c'est une scie à lame (en forme de ruban), montée sur deux volants supportés par un bâti, qui permet des découpes très précises. Contrairement à la scie sauteuse, portable, c'est le bois que l'on déplace sur un plateau lors de la découpe. Une grande scie à ruban permet le débit des billes en planches et le délignage. Une plus petite permet le délignage et le chantournement, il existe plusieurs lames pour cette scie selon son utilisation, une lame fine et peu large permet de chantourner.
- la scie sauteuse a un petit moteur qui provoque des mouvements de bas en haut d'une lame (mouvement pendulaire). Selon la lame utilisée (plus ou moins étroite), elle permet de longues découpes droites ou des arrondis très précis.
- la scie à onglet (manuelle ou électrique), elle permet de couper des tasseaux selon un angle très précis, afin d'effectuer un montage. La scie manuelle est souvent plus précise.
- la scie à araser : manuelle, sert à mettre de niveau deux pièces de bois ou à des coupes fines.
- la scie à chantourner : permet de faire des découpes alambiquées. Les lames les plus fines (sans ergots) permettent de faire de la dentelle sur bois.
- la tronçonneuse : elle sert à tronçonner. Utilisée par les bûcherons, souvent dotée d'un moteur fonctionnant à l'essence, elle est munie d'une chaîne qui porte des dents aiguisées. On ne peut pas vraiment la mettre dans la catégorie des scies bien qu'elle serve aussi à couper le bois.

### Ciseaux, bédanes et rabots
- Les ciseaux à bois : outils composés d'un manche de petite taille (15 cm de long environ) prolongés d'une barre de métal rectangulaire aiguisée au bout (longueur: 20 cm environ -neuve-, épaisseur environ 0,5 cm), leur largeur va généralement de 0,8 cm à 3 cm. Utilisés par tous les corps de métiers travaillant le bois mais plus particulièrement par les ébénistes qu'ils utilisent pour des travaux délicats (queue d'aronde, feuillure, rainure...).
- Les bédanes : outils composés d'un manche comme les ciseaux mais dont la lame est une barre de métal de section carré, les largeurs vont de 0,5 cm à 1,5 cm environ, le bédane sert à faire des mortaises.
- Les rabots : composés d'une lame et d'un corps en bois rectangulaire ou d'un corps en fer ; la lame s'insère dans le corps et peut se positionner de façon à avoir plus ou moins de « mordant », les rabots en bois comportent souvent une semelle en bois plus dure que le reste du corps, il en existe de toutes les tailles, on les utilise pour différentes sortes de travaux et dans tous les corps de métiers du bois.
- L'ébauchoir : même principe que le ciseau à bois mais avec un manche en acier. Cet outil est fait d'un seul bloc. Surtout utilisé dans le taillage de charpente pour effectuer les mortaises des assemblages.

### Autres
- la défonceuse est un outil qui permet d'usiner une pièce. Elle entraine en rotation une fraise positionnée à une profondeur prédéfinie ou placée sur un équipage plongeant
- la toupie est similaire à une défonceuse montée sous une table et dont la fraise dépasse sur le dessus; utilisée pour réaliser des moulures, nommée par sa ressemblance avec une toupie qui tournerait sur la table de coupe. Sa version portative est aussi appelée moulureuse ou défonceuse de chant.
- la mortaiseuse est une défonceuse spécialisée dans la taille des mortaises, de dimensions et de positionnement précis.
- L'herminette est une hachette à lame transverse, qui servait à équarrir les poutres et pièces de charpente marine

## Finitions

### Le ponçage
Le ponçage du bois se fait à l'aide de papier abrasif silex ou corindon dont il existe plusieurs tailles de grains. Chaque taille de grains est définie par un chiffre correspondant au nombre de grains par cm². Plus le grain du papier est fin, plus le chiffre inscrit au dos de la feuille de papier à poncer est grand :
- 20 correspond à un très gros grain;
- 80 correspond à un gros grain;
- 120 correspond à un grain moyen;
- 220 correspond à un grain fin;
- 280 correspond à un grain très fin.

Il existe des papiers à grain encore plus fin. Ils sont utilisés pour les matières composites ou les métaux (par ex. en carrosserie).
Le choix de la taille du grain du papier à poncer se fait en fonction du degré de finition que l'on veut obtenir (aspect granuleux, lisse, très lisse). Lorsque du papier à grain extra fin comme du 1500 ou du 2000 est utilisé, ce n'est que pour le ponçage final du bois dont la densité est égale ou supérieure à 1 tel que le bois d'ébène, le buis, le bois de fer ...

### Chimiques
En règle générale, le bois est poreux. Pour le stabiliser et améliorer ses propriétés mécaniques ou esthétiques, on applique des finitions sous forme de produits chimiques, telles que des anti-fongiques, anti-parasitiques, des saturateurs, des huiles, des bouche-pores, des lasures, des laques, des vernis, des teintures.

#### Finition à l'huile
Huile d'abrasin : huile provenant d'arbres des régions orientales et servant principalement à fabriquer des finis pour le bois.
Certaines caractéristiques intéressantes :
- se pose avec un pinceau ou une guenille et s'essuie environ 5 minutes après la pose (requiert plusieurs couches, facilement jusqu'à 5 ou 6) ;
- sèche facilement et complètement ;
- donne un fini entre mat et très luisant, dépendant de la quantité de diluant ou de scellant qu'on y ajoute. Jusqu'à 1/3 de scellant donne un fini plus mat ; aucun ajout de diluant ou scellant donne un fini très luisant ;
- donne toujours un fini dur et imperméable.

#### Le vernis
Dans la section de l'huile d'abrasin, la formule suivante donne aussi un fini plus dur et plus soyeux. La formule est la suivante : une partie de vernis pour trois parties d'huile d'abrasin. Il faut poncer entre chaque couche et trois couches sont nécessaires.

## Hygiène et conditions de travail
Les personnes travaillant le bois sont exposées à de nombreux risques d'accidents ou de maladies.

### Risques d'accidents
Liés entre autres à l'utilisation de machines, dont certaines particulièrement dangereuses.

### Risques de maladies
Les nombreuses manutentions de charges lourdes que l'on trouve dans toute la filière bois peuvent provoquer des troubles musculo-squelettiques.

Le travail du bois proprement dit est souvent à l'origine d'un environnement bruyant, susceptible de provoquer des surdités.

Il expose aussi à de nombreux agents allergisants (cutanés ou respiratoires) ainsi qu'à des cancérogènes (parmi lesquels figurent en première place les poussières de bois).

La suppression ou la diminution de ces risques passe par la réduction du bruit des machines (de préférence par un traitement à la source), la réduction des empoussièrements par captage des poussières à l'émission et la suppression des agents cancérogènes lorsque cela est possible.